# Hitobia yaginumai
Hitobia yaginumai är en spindelart som beskrevs av Christa L. Deeleman-Reinhold 200. Hitobia yaginumai ingår i släktet Hitobia och familjen plattbuksspindlar.
Artens utbredningsområde är Thailand. Inga underarter finns listade i Catalogue of Life.